# Manuel Narganes
Manuel José Narganes de Posada fue un periodista español.
Catedrático de Ideología y de literatura española en el Colegio de Sorèze (Francia), en 1807. Autor de Tres cartas sobre los vicios de la instrucción pública en España y proyecto de un plan para su reforma, Madrid, 1809, inspirado en Condorcet. Fue afrancesado y director del Colegio de San Antonio de Madrid (1809-1810), director accidental del Colegio o Liceo de Lavapiés (1810). Según El Zurriago, "redactó la gaceta del rey Pepino", esto es, de José I. Cuando el ministro josefino de interior Marqués de Almenara ordenó en 1810 a Francisco Martínez Marina que organizase una Junta de Instrucción Pública y Educación que visitase todas las escuelas y demás establecimientos de instrucción, en especial los de primera educación de ambos sexos, para darle un informe circunstanciado, formó parte de ella en 1811 con este propósito junto a Pedro Estala, José Antonio Conde y Martín Fernández de Navarrete. Más tarde, durante el Trienio Constitucional (1820-1823), dirigió El Universal Observador Español de Madrid, pronto abreviado a El Universal, uno de los periódicos más famosos de esa época y que duró prácticamente lo que el mismo Trienio. Era de ideología moderada, más ilustrada que liberal, y colaboraron en él José María Galdeano, Juan González Caborreluz y José Rodríguez. También dirigió la Gaceta Española de Cádiz en 1823. 

## Obras
- Tres cartas sobre los vicios de la Instrucción Pública en España : y un proyecto de un plan para su reforma escribíalas á un amigo desde Francia en 1807 Manuel Josef Narganes de Posada. Madrid: Imprenta Real, 1809.